# Instituto Histórico e Geográfico Brasileiro
O Instituto Histórico e Geográfico Brasileiro (IHGB) GCSE • MHSE • MHIH • GCIP • OMC é a mais antiga e tradicional entidade de fomento da pesquisa e preservação histórico-geográfica, cultural e de ciências sociais do Brasil, fundado em 21 de outubro de 1838.

## História
O Instituto foi criado em 1838, em assembleia da Sociedade Auxiliadora da Indústria Nacional, por uma proposta do cônego Januário da Cunha Barbosa e do Marechal Raimundo José da Cunha Matos. A sua criação, juntamente com o Arquivo Público do Império, que se somavam à Academia Imperial de Belas Artes, integrou o esforço dos conservadores (Regência de Pedro de Araújo Lima), para a construção de um Estado imperial centralizado e forte. O IHGB foi criado com duas diretrizes centrais para seus trabalhos: a coleta e publicação de documentos relevantes para a história do Brasil e o incentivo, ao ensino público, de estudos de História.

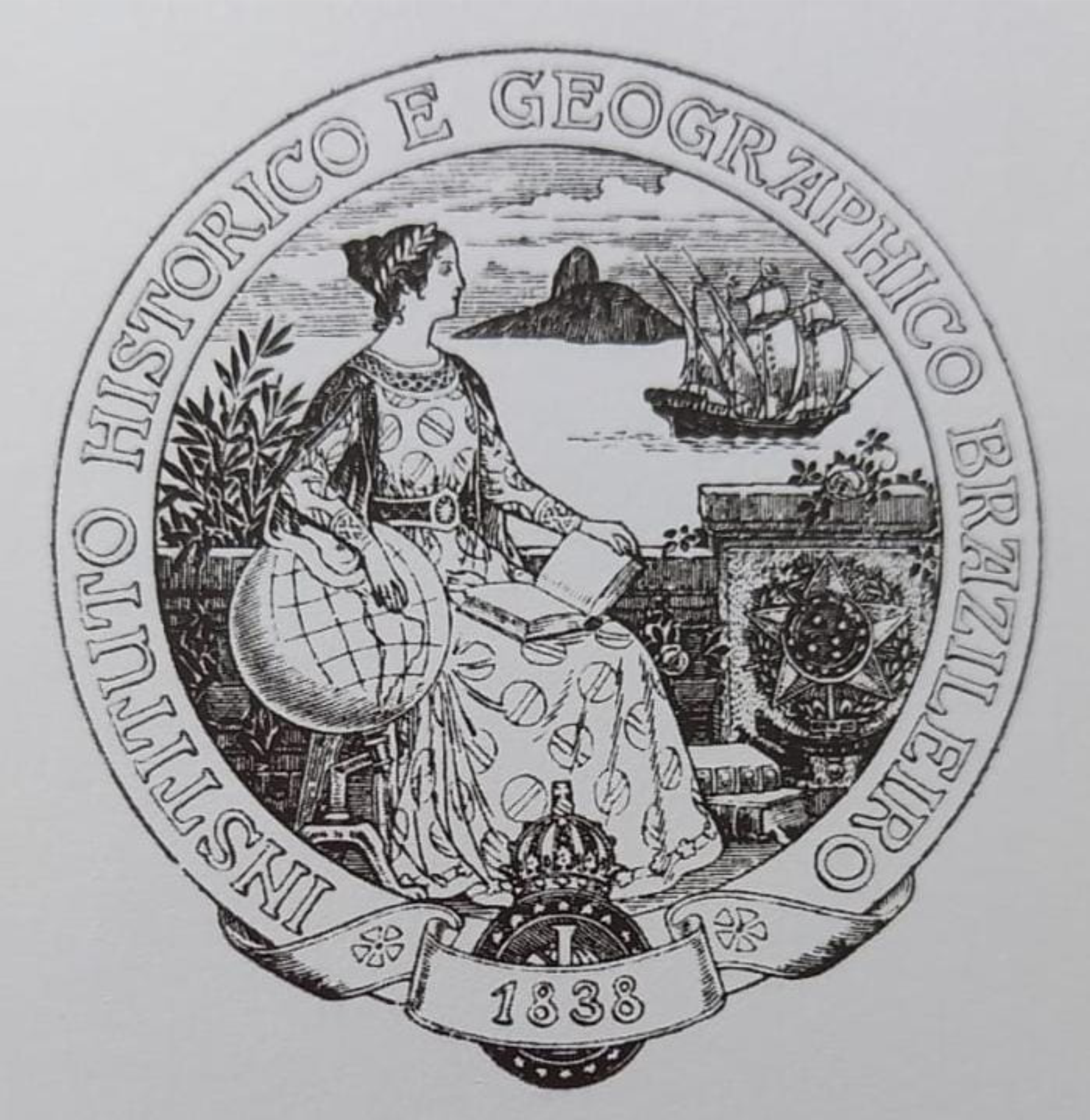
Ex-líbris do IHGB idealizado por Manuel de Oliveira Lima.

A assembleia de fundação foi composta por vinte e sete membros fundadores, a maioria destes, além de desempenhar funções dentro do governo, era parte de uma geração ainda nascida em Portugal,  transferida compulsoriamente ao Brasil por ocasião da vinda de D. João VI ao Brasil e educados  em Coimbra, portanto refratários aos ideais da Revolução Francesa. Este grupo foi dominante no Instituto e no governo até o início dos anos 1850, quando foi substituído pela geração formada no Brasil. Estando localizado no Rio de Janeiro, sede da corte, estava credenciado a representar todo Brasil. Reuniu em seus quadros a nata da sociedade e da intelectualidade da época, aglutinando membros locais (50 sócios efetivos) e de outras partes do País e do mundo (um ilimitado número de sócios correspondentes).
As comissões de geografia e de história incumbiam-se de receber memórias, documentos e artigos, davam  seu parecer indicando-os à revista, à publicação avulsa, ou somente ao arquivo. Suas publicações difundiam um discurso coerente e consonante com o ideal monárquico.

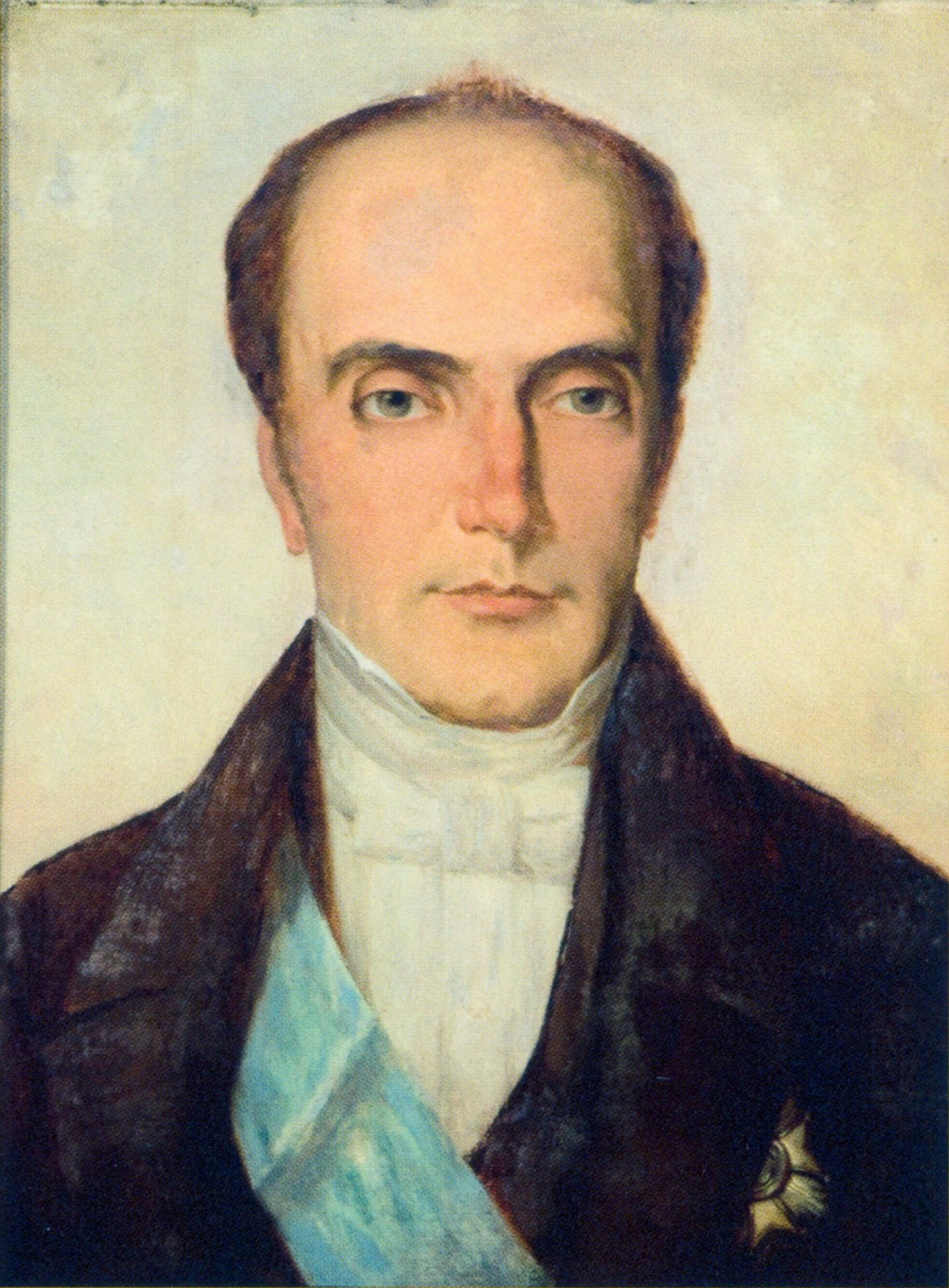
O Instituto Histórico e Geográfico Brasileiro foi criado durante a regência de Pedro de Araújo Lima, Marquês de Olinda.

Em março de 1839 recebeu o Patronato do Imperador D. Pedro II, que além de seu protetor, com o passar do tempo foi se tornando um ativo membro, presidindo centenas de sessões. O vínculo com o governo sempre foi forte, cinco anos após a sua fundação, 75% do orçamento do IHGB era coberto pelo governo, porcentagem que tendeu a se manter durante o século XIX.
Apesar de se espelhar em agremiações iluministas, sua agenda girava em torno do soberano, sem ele não havia espetáculo: em 1846, não celebrou a sessão pública de aniversário, pois o imperador estava fora do Rio de Janeiro; na sessão magna de 1865,  comemorou-se o retorno do imperador ao Rio de Janeiro, envolvido na Guerra do Paraguai. Além disso era praxe no Instituto enviar delegações para cumprimentar o monarca por ocasião de inúmeras datas, tanto de cunho pessoal, como nacional.
Em 1840, o IHGB promoveu, depois de uma longa discussão sobre a necessidade de um bom compêndio, um concurso destinado a premiar a melhor maneira de se escrever sobre História do Brasil. O prêmio foi outorgado em 1847 a Carl von Martius, naturalista, nascido na Baviera (atual Alemanha), que entre 1817 e 1820 havia percorrido, entre outras, as então províncias da Bahia, Minas Gerais, Goiás e a Amazônia. O trabalho já havia sido publicado nas páginas da Revista do IHGB em 1844.  Intitulado Como se deve escrever a história do Brasil, o texto, embora valorizasse a contribuição portuguesa, especialmente o regime monárquico, salientava, como característica principal na história brasileira, a fusão das raças branca, negra e indígena. Além dele, havia concorrido Julio de Wallestein, propondo uma história política escrita através do sistema de décadas, à maneira de Tito Lívio, com as partes civil, eclesiástica e literária como apêndices.
A primeira História do Brasil que procurou seguir o programa do IHGB, entretanto, não foi escrita por Martius, e sim, por Francisco Adolfo de Varnhagen, diplomata e primeiro-secretário do Instituto. Para a publicação da sua História geral do Brasil (1854), recorreu a uma enorme massa de documentos inéditos, em boa parte copiada de arquivos europeus.
O primeiro prêmio geográfico foi concedido à Conrado Jacob Niemeyer por sua carta geográfica do Império.
Ao longo do tempo, os maiores expoentes da história e geografia no Brasil tiveram assento na instituição, representando o IHGB para as Ciências Sociais, o que a Academia Brasileira de Letras representa para a literatura no país. O descobridor do Homem de Lagoa Santa, o naturalista dinamarquês Peter Wilhelm Lund (1801-1880), por exemplo, foi um de seus sócios.

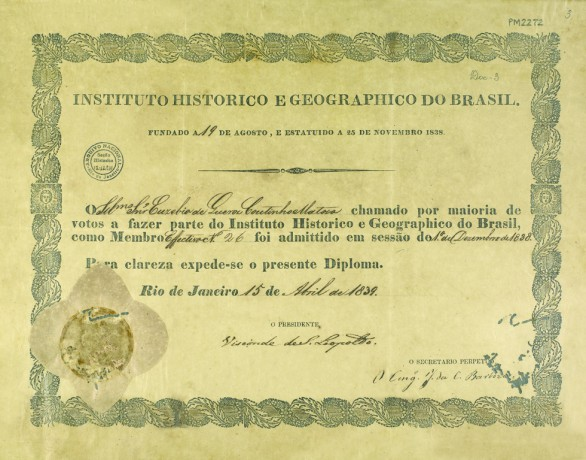
Diploma de sócio efetivo do Instituto Histórico e Geográfico do Brasil concedido a Eusébio de Queirós. (1839)

Desde sua fundação o IHGB incentivava a criação de institutos históricos provinciais, de forma a que canalizassem de volta para o Rio de Janeiro as informações sobre as  diferentes regiões do Brasil. Apesar disso, durante muitos anos o IHGB foi a única fonte produtora de saber histórico, seu monopólio só foi quebrado em 1862, com a criação do Instituto Arqueológico, Histórico e Geográfico Pernambucano de foco regional e posteriormente com outros institutos de foco local, como o de São Paulo em 1894, e o Mineiro em 1907.
Com o fim da Monarquia, o IHGB não aceitou o novo governo de imediato. Porém como dependia de subvenções oficiais para se manter, em 1891, Deodoro da Fonseca (irmão do 1° secretário João Severiano da Fonseca) foi nomeado presidente honorário do Instituto, praxe seguida com os próximos governantes. Apesar disso o Instituto não se perdia a oportunidade de enaltecer a figura de D. Pedro II, enviando as congratulações habituais ao monarca exilado. Após sua morte, o Instituto decretou luto por sete dias e cobriu de crepe por um ano a cadeira que o imperador usava quando presidia as sessões.
A 22 de Setembro de 1941 foi agraciado com a Grã-Cruz da Ordem da Instrução Pública e a 4 de Abril de 1949 foi agraciado com a Grã-Cruz da Ordem Militar de Sant'Iago da Espada de Portugal, a 20 de Dezembro de 1977 foi feito Membro-Honorário da Ordem do Infante D. Henrique e a 26 de Novembro de 1987 foi feito Membro-Honorário da Ordem Militar de Sant'Iago da Espada de Portugal.

### Publicação principal

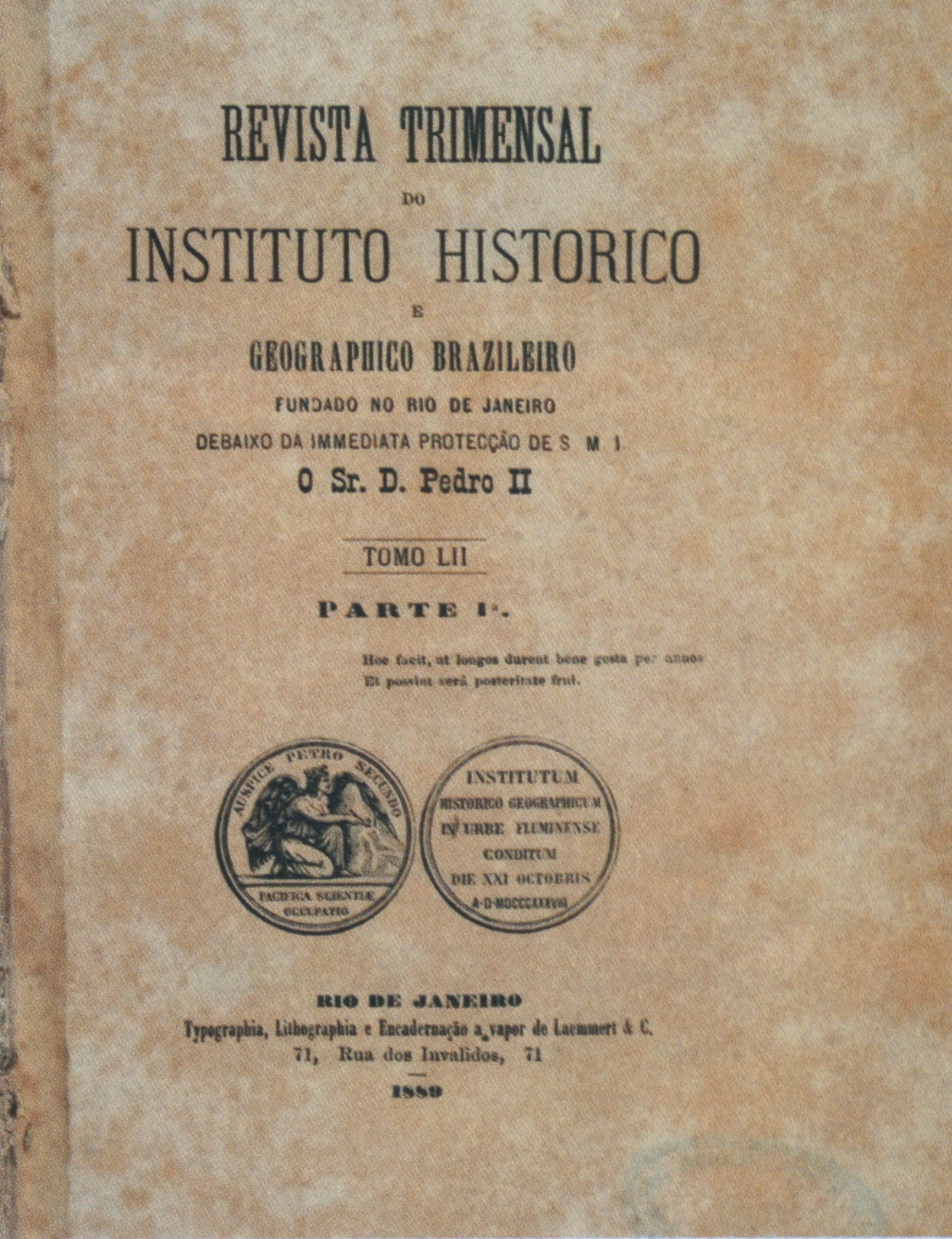
Capa da Revista do Instituto Histórico e Geográfico Brasileiro em (1889).

Edita desde 1839 a Revista do Instituto Histórico e Geográfico Brasileiro com linha editorial inerente aos objetivos da instituição e com periodicidade trimestral.

## Objetivos
O Instituto foi criado com duas diretrizes centrais: a coleta e publicação de documentos relevantes para a história do Brasil e o incentivo, ao ensino público, de estudos de natureza histórica.
A História do Brasil, a ser escrita pelos membros do IHGB, deveria ressaltar os valores ligados à unidade nacional e à centralização política, colocando a jovem nação brasileira como herdeira e continuadora da tarefa civilizadora portuguesa. A nação, cujo passado o IHGB iria construir, deveria surgir como fruto de uma civilização branca e europeia nos trópicos.
Atualmente, além de publicar a Revista do Instituto Histórico e Geográfico Brasileiro (RIHGB) (cuja coleção, com todo o conteúdo histórico desde sua primeira edição, de 1838, se encontra integralmente digitalizado e disponível, para livre acesso e consulta no portal do Instituto), tem importante papel na preservação da memória cultural do país. Divulgando os estudos e obras de seus membros e das entidades congêneres do resto do mundo, o Instituto Histórico e Geográfico Brasileiro permite ainda a pesquisa em seu vasto acervo.
Na atualidade o IHGB segue com suas atividades, que se adaptaram à realidade atual do Brasil. Seus princípios, entretanto, continuam os mesmos: coligir, metodizar, publicar ou arquivar os documentos necessários para a História e a Geografia do Brasil.

## Membros fundadores
Os membros fundadores do IHGB foram:
- Alexandre Maria de Mariz Sarmento, chefe da Contadoria Geral do Tesouro
- Antônio Alves da Silva Pinto, advogado
- Antônio José de Paiva Guedes de Andrada, chefe da Secretaria dos Negócios do Império
- Aureliano de Sousa e Oliveira Coutinho, depois visconde de Sepetiba
- Bento da Silva Lisboa, depois barão de Cairu
- Caetano Maria Lopes Gama, depois visconde de Maranguape
- Cândido José de Araújo Viana, depois marquês de Sapucaí
- Conrado Jacó de Niemeyer, militar e geógrafo
- Emílio Joaquim da Silva Maia, professor do Colégio Pedro II
- Francisco Cordeiro da Silva Torres de Sousa Melo e Alvim, visconde de Jerumirim
- Francisco Gê Acaiaba de Montezuma, depois visconde de Jequitinhonha
- Inácio Alves Pinto de Almeida, Secretário da Junta de Comércio
- Januário da Cunha Barbosa, cônego
- João Fernandes Tavares, depois visconde da Ponte Ferreira
- Joaquim Caetano da Silva, professor do Colégio Pedro II
- Joaquim Francisco Viana, bacharel em matemática
- José Antônio Lisboa, deputado da Junta de Comércio
- José Antônio da Silva Maia, político e procurador
- José Clemente Pereira, político
- José Feliciano Fernandes Pinheiro, visconde de São Leopoldo
- José Lino de Moura, contador da Caixa de Amortização
- José Marcelino da Rocha Cabral, advogado
- José Silvestre Rebelo, negociante
- Pedro de Alcântara Bellegarde, militar, diretor da Academia Militar
- Raimundo José da Cunha Matos, marechal de campo
- Rodrigo de Sousa da Silva Pontes, desembargador e diplomata
- Tomé Maria da Fonseca e Silva, administrador da Recebedoria do Município

## Instalações
A partir de 15 de dezembro de 1849, as instalações do Instituto foram transferidas para as dependências do Paço Imperial, feito que levou o Instituto a passar a comemorar seu aniversário em 15 de dezembro, não mais na sua data de fundação.
Atualmente está situado na Avenida Augusto Severo, nº 8 (edifício Pedro Calmon, na Glória, no Rio de Janeiro), o Instituto ocupa vários andares com as suas instalações, onde se destacam dois auditórios, biblioteca com sala de leitura, mapoteca, museu e arquivo.

## Instituições congêneres
Alguns estados e municípios brasileiros também possuem institutos históricos e geográficos congêneres de atuação local. Os mais antigos também foram fundados no século XIX, como o Instituto Arqueológico Histórico e Geográfico Pernambucano, Instituto Histórico e Geográfico de Alagoas, Instituto do Ceará, Instituto Geográfico e Histórico da Bahia, Instituto Histórico e Geográfico de São Paulo, Instituto Histórico e Geográfico de Santa Catarina e o  Instituto Histórico e Geográfico do Paraná. 